# Supernatural Tales
|  | Denne artikel er oprettet af botten Steenthbot ud fra en ekstern database. Den kan derfor have sproglige fejl eller mangler. Denne skabelon kan fjernes efter kontrol af indholdet. |

Supernatural Tales er en dansk spillefilm fra 2012 instrueret af Martin Andersen, Esben Halfdan Blaakilde, Casper Gätke, Jack Hansen, Sohail Hassan, Jonas Kvist Jensen, Nicklas Thoft Jensen, Svend Ploug Johansen, Kasper Juhl, Mads Liljendahl, Hector Vega Mauricio, Martin Vrede Nielsen, Philip Th. Pedersen, Kim Sønderholm, Niels Christian Sixhøj Sørensen og Rune Vistisen.

## Medvirkende
- Rikke Osvang Aarup, Cleaning Lady
- Poul Andersen, Lægen
- Benjamin Balle, Sam
- Christina Bech, Succubus
- Christian Vind Beier, Incubus
- Birgitte Bestle, Moderen
- Ole Birch, Manden
- Lars Bjarke, Sikkerhedsvagt
- Nadia Bond, Elizabeth
- Andreas Pietras Bøgh, Iblis
- Louise Cho, Pigen
- Pauline Drucker, Ellie
- Valentin B. Drumm, Daniel
- Daniell Edwards, Mark
- Kira Eliasen, Sandra
- Nicolai Eller, Martin
- Lars Egholm Fischmann, DJ
- Martin Gammelgaard, Vincent
- Andreas Hansen, Martin
- Erik Holmey, Djævelen
- Søren Kamp Holmstrøm, Zombie
- Steen Jaszczak, Offer
- Meick Falke Jensen, Dæmon
- Nickolai Jensen, Marcus
- Rune Julius, Mand på bænk
- Mirjam Egeris Karstoft, Hustru
- Kristina Korsholm, Katja
- Mie Lambert, Elena
- Louise Kaastrup Larsen, Mae
- Michael Larsen, Sikkerhedsvagt
- Alex Lauri, Død mand
- Sofia Lever, Emma
- Hans Peter Munk, Daniel
- Peter Witt Nielsen, Fearghus
- Asbjørn Krogh Nissen, Sovjetisk soldat
- Malene Beltoft Olsen, Pusher
- Peer Jørgen Pedersen, Faderen
- Sevik Perl, Receptionist
- Steffen Petersen, Dæmon
- Jesper Aagaard Placing, Rejsende
- Morten Poehlsgaard, N'day
- Joon Poore, Sebastian
- Stephania Potalivo, Pigen
- Agnethe Rabjerg, Zombie
- Jeppe Smaug Rasmussen, Allocus
- Mads Riisom, Manden
- Stine Ruge, Politiassistent
- David Sakurai, Bastian
- Mette Kristine Sloth, Kia
- Kim Sønderholm, Martin
- Claus Milo Sørensen, Dæmonherre
- Christiane Therkelsen, Fie
- Ole Kristian Thomassen, Svenn
- Emil Daniel Thorup, Maggot
- Danny Thykjær, Frank
- Roxanne Tirkov, Spøgelse
- Jan Tjerrild, Peter
- Kristian Wagner, Thomas
- Anna Wilix, Agnes
- Joseph Wonge, Rashid
- Miriam Yeager, Josephine
- Mark Stefan Zytphen-Adeler, Død mand
- Nina Maria Bendixen
- Sandra Virginia Bereza
- Sami Darr
- Dennis Haladyn
- Jack Hansen
- Line Østergaard Jeppesen
- Kristina Khmelnitskaja
- Anna Lawaetz
- Viktor Melnikov
- Maja Muhlack
- Simon Mulvad
- Martin Vrede Nielsen
- Mia Nadja Gad Olsen
- Morten Silverfox Petersen
- Reuben Fox